# Ligne Rheine-Norddeich Mole
La ligne Rheine-Norddeich Mole est une ligne qui relie Rheine via Salzbergen, Lingen, Meppen, Haren, Lathen, Papenbourg et Leer jusqu'à Emden et plus au nord jusqu'à Norddeich Mole en Frise orientale. La section Rheine-Emden est également appelée ligne du pays de l'Ems, car elle suit le cours de la rivière Ems sur presque toute sa longueur.

## Histoire

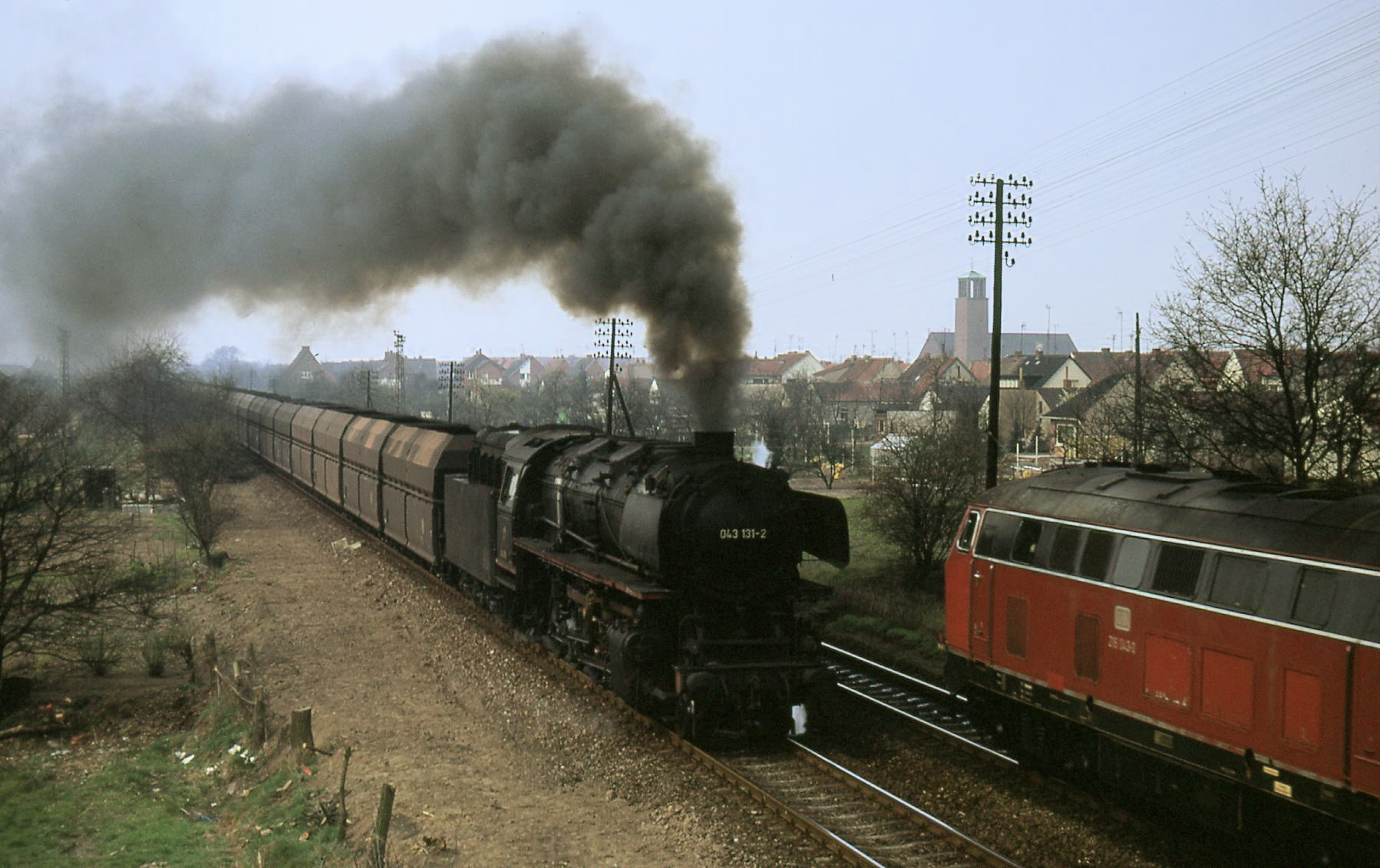
Train complet de semi-remorques avec locomotive à vapeur à mazout de la série 043 peu avant Rheine (1974)

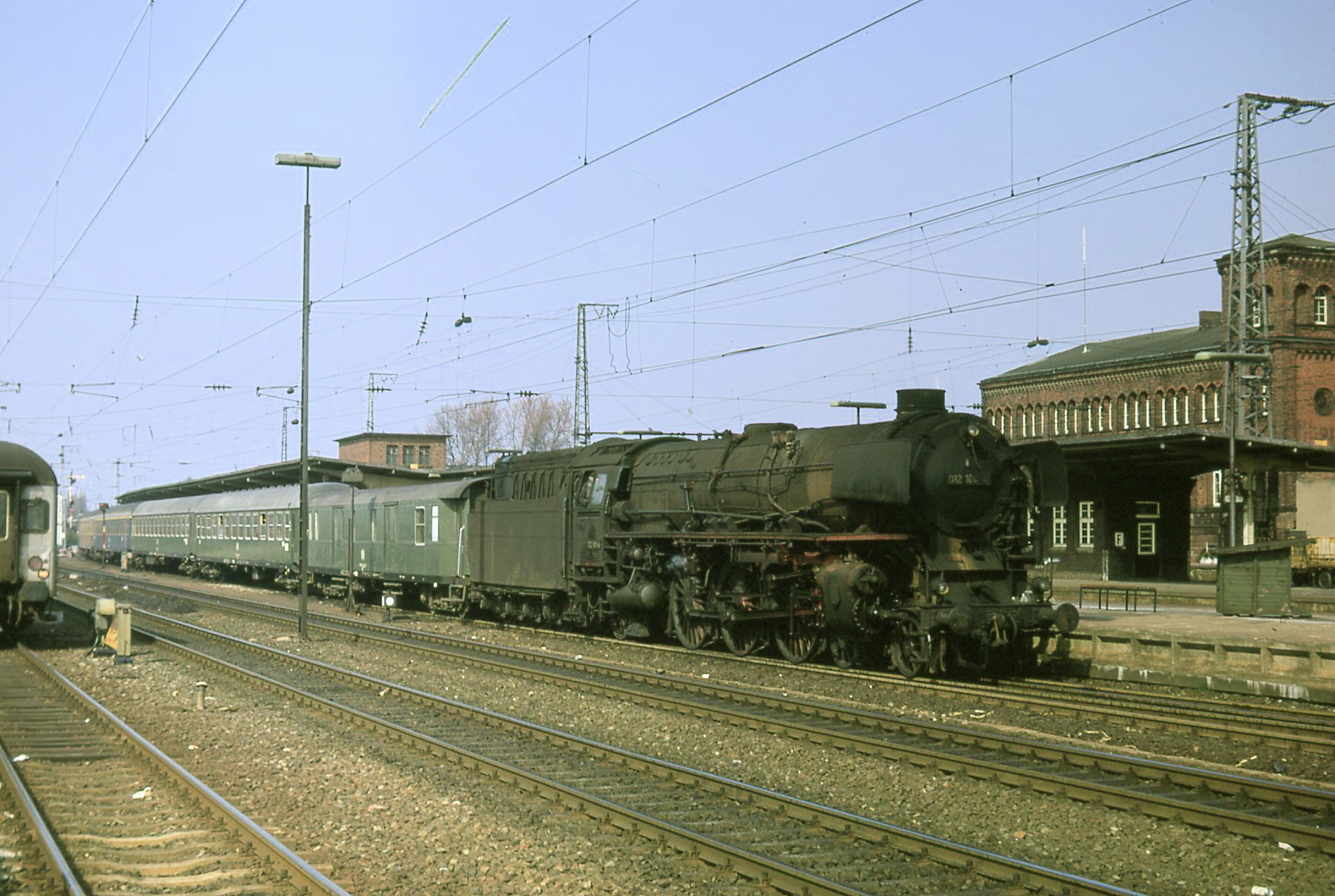
Train de voyageurs avec locomotive à vapeur à mazout de la série 012 à la gare de Rheine (1974)

La ligne fait partie de la ligne de l'Ouest hanovrien, qui est construite dans les années 1850 par les chemins de fer royaux hanovriens pour développer les parties occidentales de l'ancien royaume de Hanovre. Le premier tronçon de cette liaison est ouvert le 24 novembre 1854, la section d'Emden-Papenbourg, qui n’est cependant pas encore reliée au réseau ferroviaire existant. La ligne est construite des deux côtés et la section de Löhne-Osnabrück est ouverte en 1855 et un an plus tard le trafic de transit entre Löhne via Rheine et Emden peuvent commencer.
Les ateliers centraux de cette ligne sont construits à Lingen à partir de 1855, d'où est né plus tard l'atelier de réparation de Lingen (de), où les locomotives à vapeur sont entretenues jusqu'en 1972 et les wagons jusqu'en 1983. À Rheine, la ligne de Münster, construite par la Compagnie des chemins de fer royaux de Westphalie (KWE), rejoint la ligne de l'Ouest ; avec d'autres constructions de lignes, un grand nœud ferroviaire est créé ici au cours des décennies suivantes. En 1868, la ligne de Rheine à Emden devient la propriété de la KWE, qui l'exploite jusqu'à la nationalisation. Au cours des années suivantes, la ligne est exploitée par le chemin de fer national respectif, initialement les chemins de fer d'État prussien.
En 1883, la ligne de la côte de Frise-Orientale ouvre une extension de la ligne d'Emden via Norden, Esens et Wittmund jusqu'à Jever ; cette ligne reçoit un arrêt sur la Larrelter Straße à l'ouest de la zone urbaine d'Emden. Plus tard, elle est rebaptisée Emden-Ouest et la gare de Hanovre est rebaptisée Emden Sud. En 1892, la ligne de côte reçoit une branche de Norden à Norddeich, et finalement, trois ans plus tard, une voie est posée de la gare de Norddeich jusqu'à la tête de l'ancien quai du port. Le 1er août 1906, la compagnie ferroviaire ferme la ligne reliant Emden au nord, qui a été aménagée comme une ligne secondaire le long de la route de campagne, et ouvre en même temps une nouvelle ligne plus courte de 1,1 kilomètre à l'ouest de l'ancienne ligne, qui est désormais construite comme ligne principale. La ligne Rheine-Emden, construite à l'origine à voie unique, est étendue à double voie vers 1907/08.
Vers la fin de la Seconde Guerre mondiale, au printemps 1945, le pont sur la Leda (de) près de Heerenborg est dynamité, rapidement reconstruit à voie unique et remplacé en 1958 par un nouveau pont à poutres en treillis à voie unique.
En septembre 1971, la nouvelle gare centrale d'Emden est inaugurée sur le site de l'ancienne gare de l'Ouest. À partir de ce moment, les trains en provenance de Rheine s'arrêtent également à la nouvelle gare centrale. Depuis plusieurs années, un quai de secours est maintenu à la gare du Midi pour les cas où la gare centrale n'est pas accessible, par exemple lorsque le pont basculant au-dessus du chenal d'Emden n'est pas praticable. Bientôt, il n'est plus du tout desservi. Les voies sont finalement complètement enlevées en 2005. Pendant longtemps, la ligne est desservie par les dépôts de Rheine (de) et d'Emden. De là, des locomotives à vapeur et diesel sont exploitées sur la ligne du pays de l'Ems et sur d'autres lignes pour le transport de voyageurs et de marchandises jusqu'aux années 1980.

## Abandon de la locomotive à vapeur

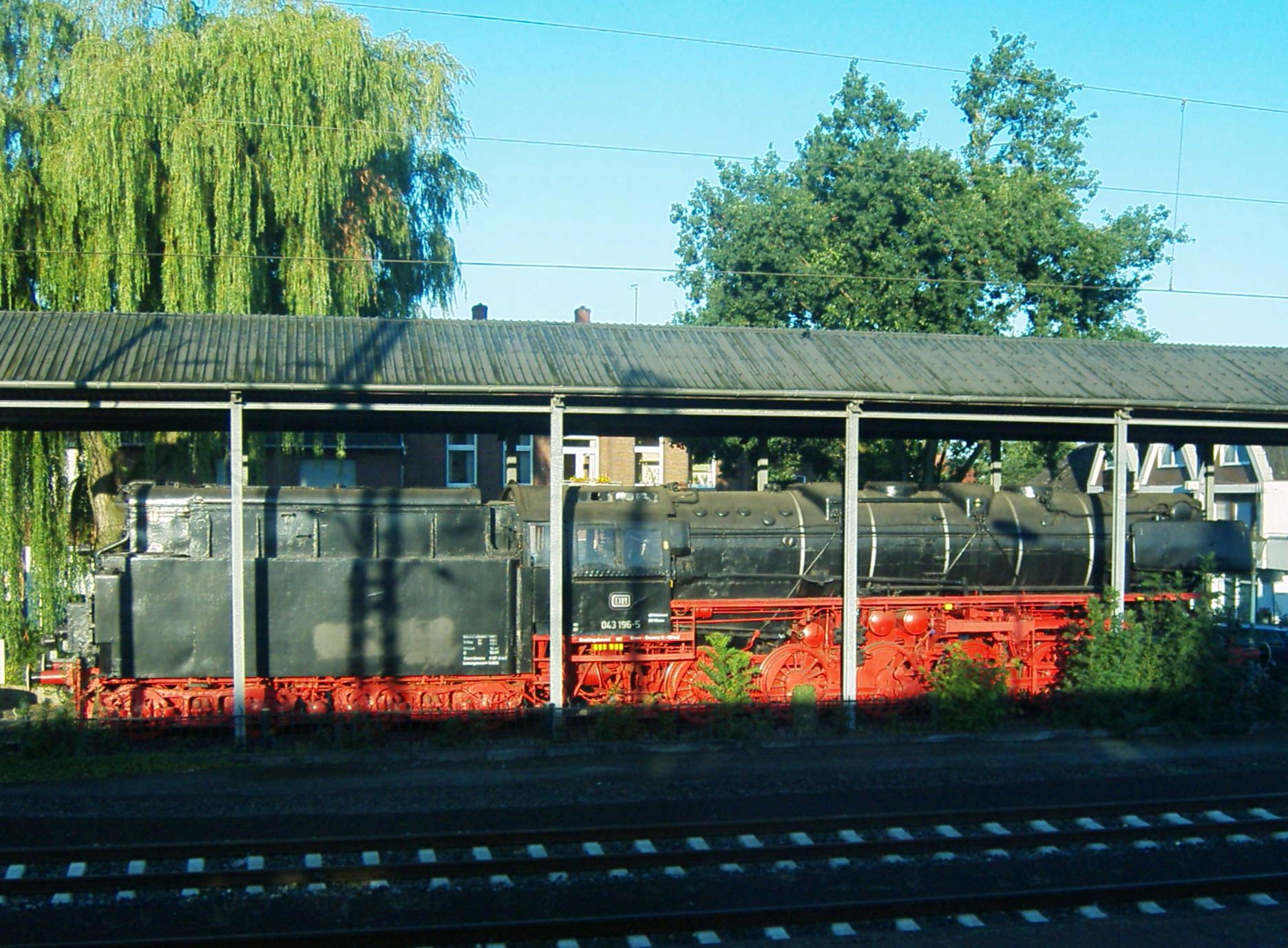
La dernière locomotive à vapeur programmée de la DB, garée en guise de mémorial à la gare de Salzbergen. Une autre locomotive se trouve devant la gare centrale d'Emden.

La ligne Rheine-Norddeich Mole est la dernière ligne des chemins de fer fédéraux allemands de l'époque sur laquelle des locomotives à vapeur sont régulièrement utilisées. Jusqu'en 1975, les trains express sont tirés par des locomotives de la série 012 (de) ; Ces services sont transférés aux locomotives diesel de la série 220 (de). Les séries BR 042 (de) et BR 044 (plus tard, après conversion au chauffage au mazout, 043) sont utilisées dans le transport de marchandises jusqu'à l'automne 1977. Les passionnés de chemin de fer connaissent particulièrement bien les opérations menées devant les trains de minerai lourds, appelés Langer Heinrich (de), reliant Emden à la région de la Ruhr. En septembre 1977, ces services ferroviaires sont également transférés aux locomotives diesel, tandis que les locomotives à vapeur sont encore utilisées occasionnellement le mois suivant, plus récemment avec des trains spéciaux tels que les voyages d'adieu du 23 octobre 1977, deux locomotives parcourent à nouveau l'intégralité du trajet de Rheine à Emden. Trois jours plus tard, le 26 octobre 1977, deux des locomotives restantes sont utilisées pour la dernière fois et finalement garées le soir.
Quelques jours plus tard, la Deutsche Bundesbahn émet l'interdiction des locomotives à vapeur, stipulant que les locomotives à vapeur ne sont plus autorisées à être utilisées sur le réseau de la DB. Ce n’est que huit ans plus tard que cette interdiction est assouplie – par exemple pour l’exploitation de chemins de fer touristiques. La dernière locomotive à vapeur de la Deutsche Bundesbahn à être déclassée (de), la 043 196-5, est érigé comme monument devant la gare de Salzbergen en 1978. Il y a d'autres expositions de l'époque de la vapeur à proximité. Une autre locomotive commémorative se trouve sur le parvis de la gare centrale d'Emden.

## Extension
Depuis 2005, les trains express régionaux peuvent également atteindre une vitesse de ligne maximale de 140 km/h, mais certaines sections de l'itinéraire n'autorisent que des vitesses nettement inférieures, ce qui réduit le temps de trajet actuellement d'environ 2h07 n’est possible qu’au prix de vastes mesures de reconstruction. En juin 2006, la ligne Emden-Port extérieur d'Emden (de) est équipée de caténaires. Depuis lors, lors des correspondances avec les ferries pour Borkum, l'« Emsland Express » peut, après un demi-tour à la gare centrale d'Emden, passer jusqu'à la gare du port extérieur d'Emden sans devoir changer de véhicule moteur.
La société de transport d'État de Basse-Saxe (de) (LNVG) demande l'élimination des goulets d'étranglement opérationnels sur la ligne du pays de l'Ems. Il s'agit notamment du tronçon à voie unique de quatre kilomètres de long entre Aschendorf et Dörpen ainsi que du pont à voie unique Leda au sud de Leer. Il demande également la suppression des accès aux quais de niveau à Lathen et Aschendorf, qui empêchent actuellement deux trains de s'arrêter en même temps. L'objectif à long terme de la LNVG est d'améliorer la situation de connexion à Leer entre les trains locaux sur la ligne Emsland et la ligne vers Oldenburg. Les temps d'attente varient actuellement entre 45 et 52 minutes. Étant donné que les liaisons existantes à Brême, Oldenburg et Münster ont une priorité plus élevée, la connexion ne peut être réalisée que par une extension des infrastructures sur la ligne du pays de l'Ems et la ligne Oldenburg. – Leer
Le 18 mai 2015, le ministère de l'Économie, du Travail et des Transports de Basse-Saxe (de) annonce qu'après un examen interne, en collaboration avec la société de transport régional de Basse-Saxe, les deux stations fermées d'Ihrhove et de Neermoor ont de bonnes chances d'être rouvertes au trafic voyageurs à court terme. Ceci est convenu le 28 mars 2019 entre l'État de Basse-Saxe, la LNVG et la DB. À Ihrhove, un nouveau point d'arrêt avec deux quais extérieurs doit être construit en 2025 au nord de la gare

## Offre de service
Dans le transport ferroviaire local de voyageurs, la ligne du pays de l'Ems ou des parties de celle-ci sont desservies par :
- RE 15 « Emsland-Express » : (Port extérieur d'Emden - ) Emden – Leer – Salzbourg – Rheine – Münster
- RE 1 : Norddeich Mole – Emden – Leer – Oldenbourg – Brême – Hanovre
- Ligne RB 61 « Wiehengebirgs-Bahn » : Hengelo – Bad Bentheim – Salzbergen – Rheine – Osnabrück – Herford – Bielefeld
- RB 57 : Groningen (NL) – Bad Nieuweschans – Weener – Leer

En raison de la destruction du Friesenbrücke le 3 décembre 2015, les passagers doivent utiliser le bus régional 620 Leer–Weener(–Bunde) entre Leer et Weener, qui est exploité quotidiennement par Weser-Ems-Bus.
Dans le transport ferroviaire de voyageurs longue distance, il est desservi par les lignes interurbaines suivantes :
- IC 35 : Norddeich Mole – Emden – Leer – Rheine – Munster – Recklinghausen – Gelsenkirchen – Oberhausen – Duisbourg – Cologne – Coblence (en partie via Mayence – Mannheim – Constance)
- IC 56 : Norddeich Mole – Emden – Leer – Oldenbourg – Brême – Hanovre – Berlin/Leipzig
- IC 77 : Amsterdam – Bad Bentheim – Rheine – Osnabrück – Hanovre - Berlin

En raison d'un contrat de neuf ans entre l'État de Basse-Saxe et DB Fernverkehr AG, le service longue distance sur la ligne entre Brême et Norddeich est augmenté de trois à neuf paires de trains au cours de l'année. Dans le contrat, l'entreprise s'engage à accepter tous les titres de transport locaux dans ses trains sur le tronçon de Brême via Emden à Norddeich (cela s'applique également à l'Intercity de Coblence-Cologne-Münster à partir de Leer) et à utiliser des voitures modernes à deux étages ; en contrepartie, l'État de Basse-Saxe verse des indemnités. En raison de retards dans la production et l'approbation par le constructeur Bombardier Transport, les véhicules à deux étages ne peuvent être utilisés pour le transport longue distance que depuis décembre 2015.

## Déploiement du véhicule

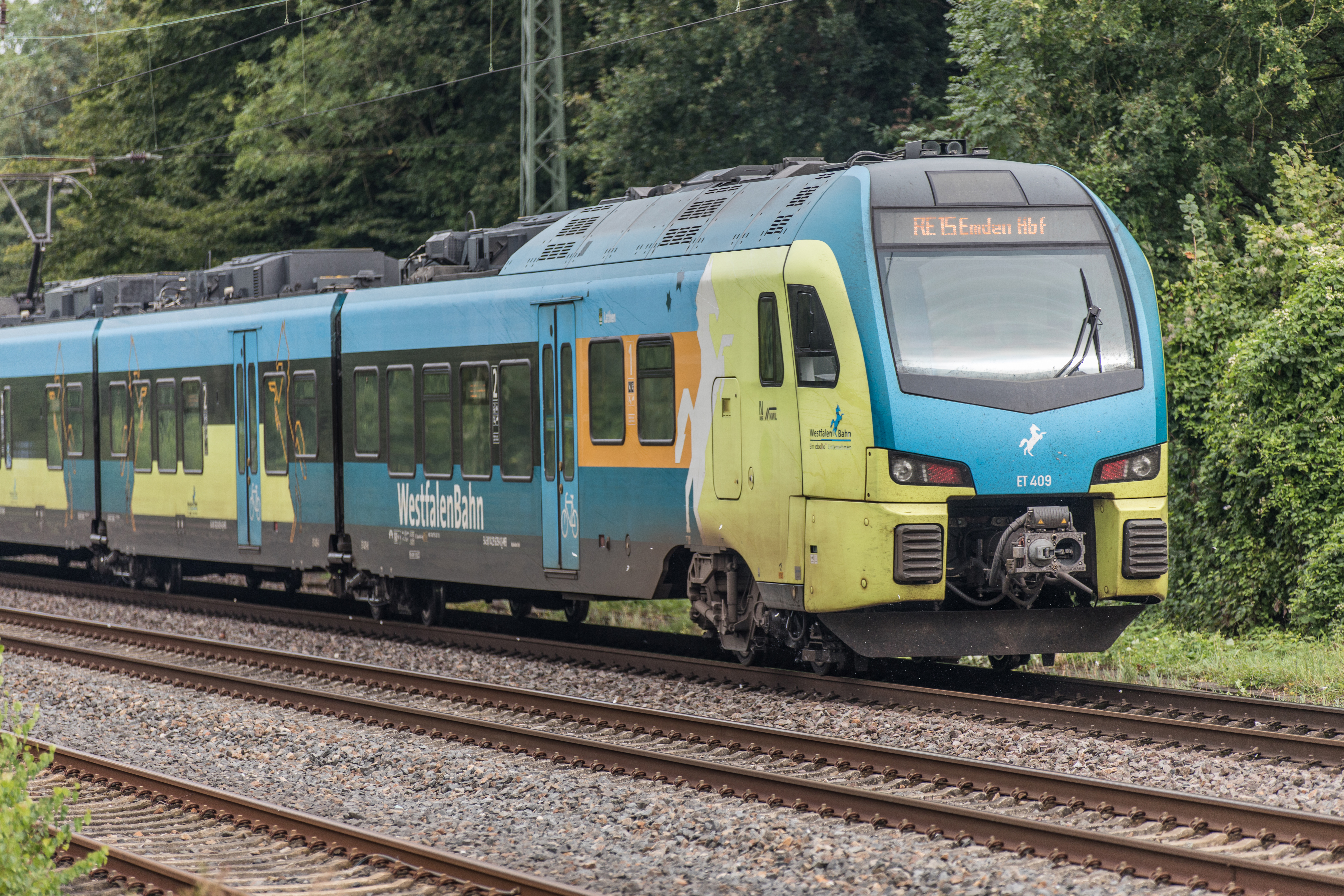
Stadler FLIRT 3 du chemin de fer de Westphalie comme RE 15 à destination de la gare centrale d'Emden

Après le changement d'horaire en décembre 2005, l'Emsland Express est composé de voitures à deux étages tirées par des locomotives électriques de la série 111 (de). Le nombre de passagers augmente ensuite de 15,5 % à une moyenne de 6400 passagers par jour (en juillet 2009). Avant 2005, des voitures plus anciennes à un seul niveau (appelées Silberlinge) sont utilisées ici derrière différentes locomotives. Les rames sont utilisées depuis un certain temps déjà comme trains push-pull, de sorte que les locomotives peuvent rester en permanence à une extrémité du train. Les autorités compétentes, la société de transport d'État de Basse-Saxe (de) (LNVG) et l'Association des transports locaux de Westphalie-Lippe (de) (NWL), reprennent l'exploitation de la ligne express régionale de Münster-Emden, commercialisé dans toute l’Europe en 2012. Le contrat est attribué aux Chemins de fer de Westphalie (de), une filiale des chemins de fer nationaux néerlandais, qui reprend l'exploitation pendant 15 ans avec des rames électriques Flirt 3 à quatre voitures de la société de leasing Alpha Trains. Les trains circulent en double traction aux heures de pointe et disposent jusqu'à 42 places vélos par rame.
Autrefois, les trains Intercity en provenance du port extérieur d'Emden ou de Norddeich Mole étaient principalement tirés par des locomotives de la série 101. Cependant, la plupart des trains utilisent désormais des locomotives électriques de classe 146 avec des voitures modernes à deux étages, l'Intercity 2. Ces véhicules sont également utilisés sur la ligne IC 56 en direction de Brême/Hanovre. En 2020, une paire de trains ICE est également introduite de Munich à Norddeich-Mole. Cette offre sera élargie en 2021 avec une liaison vers Stuttgart.

## Caractéristiques spéciales

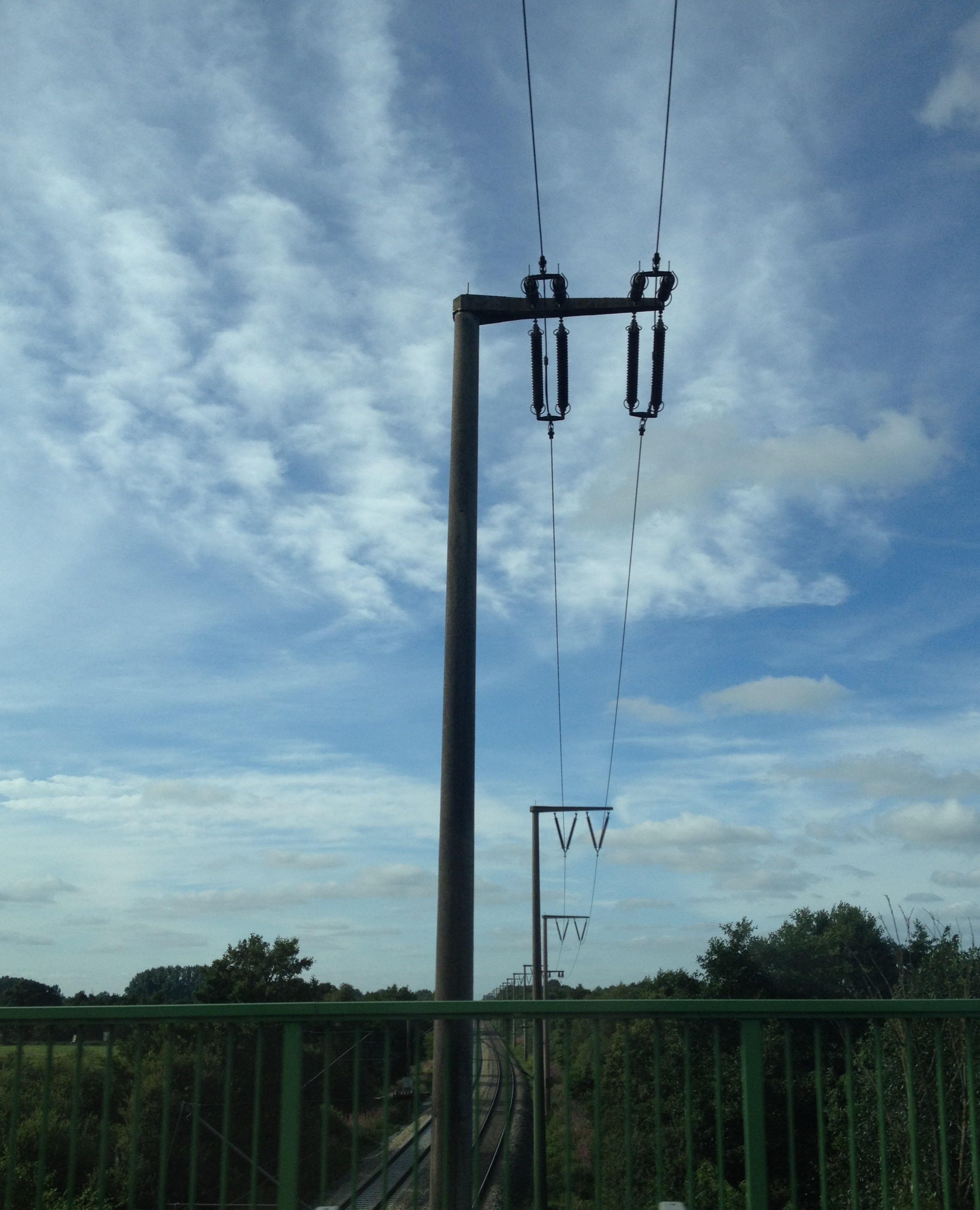
Une partie de la ligne électrique de traction entre Leer et Emden

La ligne électrique de traction entre les sous-stations de Leer et d'Emden est montée sur les pylônes de la ligne aérienne sur toute sa longueur, ce qui n'est par ailleurs courant que sur les trains S-Bahn à courant alternatif. À l'est d'Emden, la ligne Emsland croise le câble HVDC BorWin1.